# Dancing Europe
Dancing Europe – album studyjny ukraińskiego piosenkarza Wierka Serdiuczka, wydany w 2007 roku.

## Lista utworów
Źródło: AllMusic
| Nr  | Tytuł                                         | Długość |
| --- | --------------------------------------------- | ------- |
| 1.  | „Dancing” (Original Version)                  | 3:12    |
| 2.  | „Essen” (Tim-Tim-Taram)                       | 2:38    |
| 3.  | „Vse Bydet Horosho (Everything Will Be Good)” | 3:50    |
| 4.  | „Hop Hop”                                     | 3:11    |
| 5.  | „Horosho Krasavitsam (Good to Be Pretty)”     | 3:24    |
| 6.  | „Gorbachev (Stavropol’s Tango)”               | 4:33    |
| 7.  | „A Ya Smeyus (I’m Smiling)”                   | 3:13    |
| 8.  | „Grosse Liebe”                                | 3:11    |
| 9.  | „Dancing” (Pub Version Art)                   | 3:14    |
| 10. | „Poppi (Crazy Ringtone)”                      | 3:07    |
| 11. | „Beri Vse (Take Everything)”                  | 3:20    |
| 12. | „Evro Vision Queen”                           | 4:24    |

## Pozycje na listach
| Państwo | Lista (2007)   | Najwyższa pozycja |
| ------- | -------------- | ----------------- |
| Francja | Top 200 Albums | 105               |